# Port de Bratislava

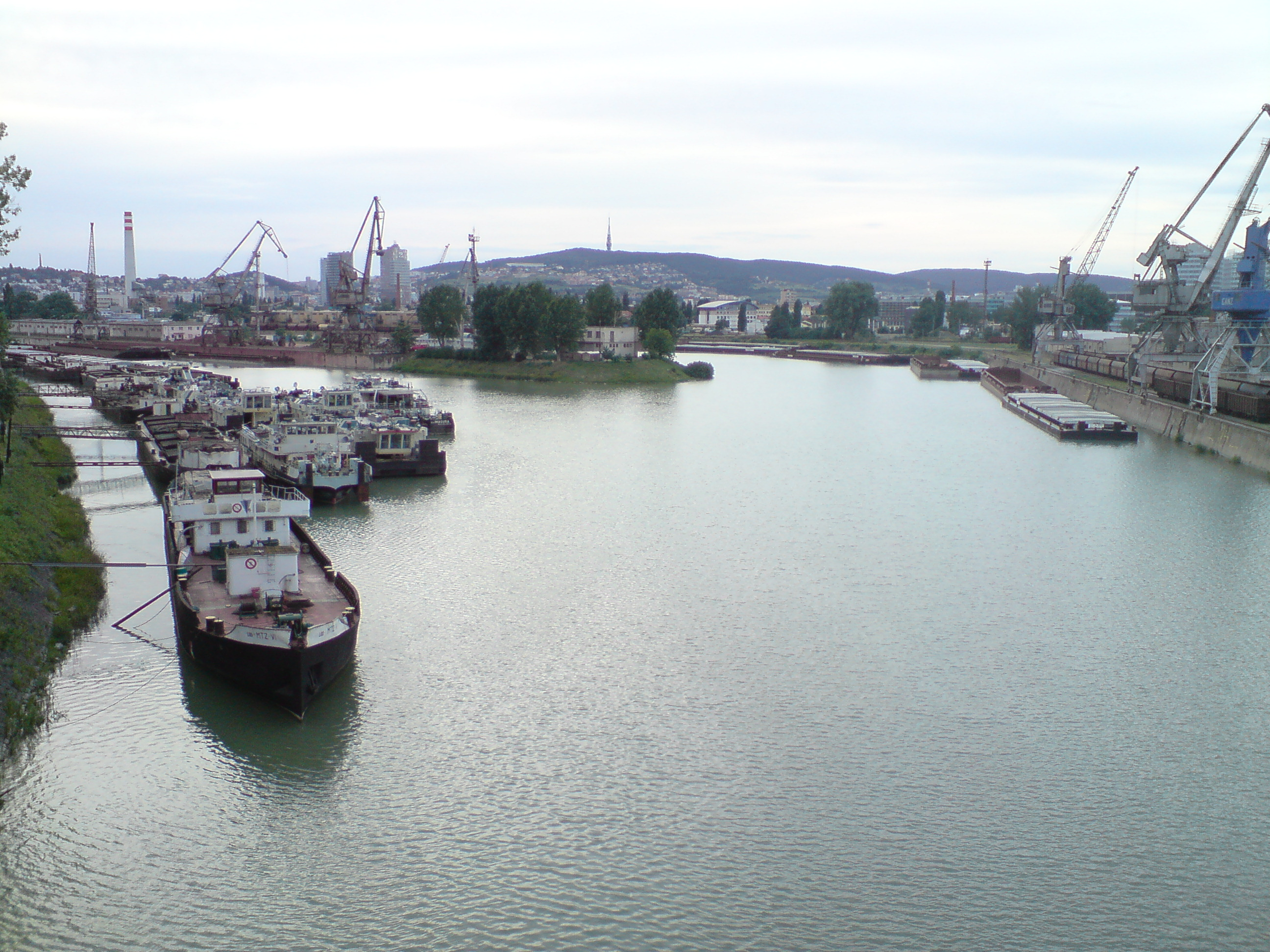
Port de Bratislava a la nit

El Port de Bratislava (en eslovac: Pristav Bratislava) és un important port interior del riu Danubi i -en un sentit més ampli- de la via fluvial del Rin-Main-Danubi, situat a Bratislava, capital d'Eslovàquia. Consta d'un port de càrrega i un altre de passatgers. El primer és una instal·lació clau per a l'economia d'Eslovàquia, que forma part juntament amb el de Komárno, com un dels dos ports internacionals del país eslovac.
L'autoritat portuària del Port de Bratislava és l'empresa Slovenská Plavba a Prístavy (SPAP). El port està connectat al ferrocarril, per carretera i transport per sistema de canonades de la refineria Slovnaft.